# Order 9 września 1944
Order 9 września 1944 (bułg. Орден „9 септември 1944“, Orden 9 septemwri 1944) – jedno z najwyższych odznaczeń państwowych Ludowej Republiki Bułgarii.

## Charakterystyka
Odznaczenie zostało ustanowiony 14 września 1945 przez Prezydium Zgromadzenia Narodowego Bułgarskiej Republiki Ludowej. Przyznawany obywatelom bułgarskim i innych narodowości, którzy przyczynili się do zwycięstwa powstania zbrojnego 9 września 1944 (wojskowy zamach stanu przeprowadzony przez bułgarską armię) oraz do ustanowienia i umocnienia władzy ludowej. Za zasługi wojenne otrzymywali go oficerowie i dowódcy, którzy wyróżnili się w walce o ojczyznę poprzez okazanie waleczności, odwagi i sprawności w dowodzeniu w operacjach wojskowych. W czasie pokoju mogli zostać nim nagrodzeni zarówno wojskowi jak i cywile, za bezbłędne wykonywanie zadań zleconych przez rząd dla konsolidacji BRL.

## Podział
Dzielił się trzy stopnie/klasy i dwa rodzaje, bez mieczy dla osób cywilnych i z mieczami dla osób wojskowych:
- I stopień – większa biała emaliowana gwiazda, z wizerunkiem popiersia Wasiła Lewskiego na środkowym medalionie, otoczonego emaliowanym na zielono wieńcem, z inskrypcją „9 SEPT. 1944” na rewersie, na czerwonym tle, otoczonym wieńcem,
- II stopień – mniejsza biała emaliowana gwiazda, z inskrypcją „9 SEPT. 1944” wplecioną w wieniec na środkowym medalionie z popiersiem Lewskiego na awersie,
- III stopień – taka sama odznaka jak w II stopniu, ale ramiona gwiazdy emaliowane na czerwono[1].

W przypadku odznaczenia z mieczami:
- I stopień – przeznaczony do odznaczania dowódców dywizji i większych jednostek,
- II stopień – do wyróżniania dowódców pułków i wyższych,
- III stopień – dla pozostałych dowódców do dowódców pułków włącznie[2].